# Casa-fàbrica Manich
La casa-fàbrica Manich era un edifici situat al carrer de Jaume Giralt, 40 de Barcelona, actualment desaparegut.

## Història
El 1787, Joan Datzira i Puig va demanar permís per a posar un rètol al seu establiment, anomenat «casa dels clindres», on cilindrava peces de cotó.
El 1853, el seu fill Joan va vendre la propietat al fabricant de filats i trenyelles de cotó Pau Manich i Cabanellas (†1892), amb l'obligació d'enderrocar-la i reedificar-la de nou en el termini de dos anys. Tot seguit, aquest va encarregar-ne el projecte a l'arquitecte Josep Buxareu, però el 1855 la façana es va esfondrar parcialment i Manich va decidir reconstruir-la, però aquest cop sota la direcció de l'arquitecte Josep Oriol i Bernadet. El 1856, va demanar permís per a instal·lar-hi una màquina de vapor i va traslladar-hi la seva fàbrica, situada fins aleshores al carrer de les Candeles.

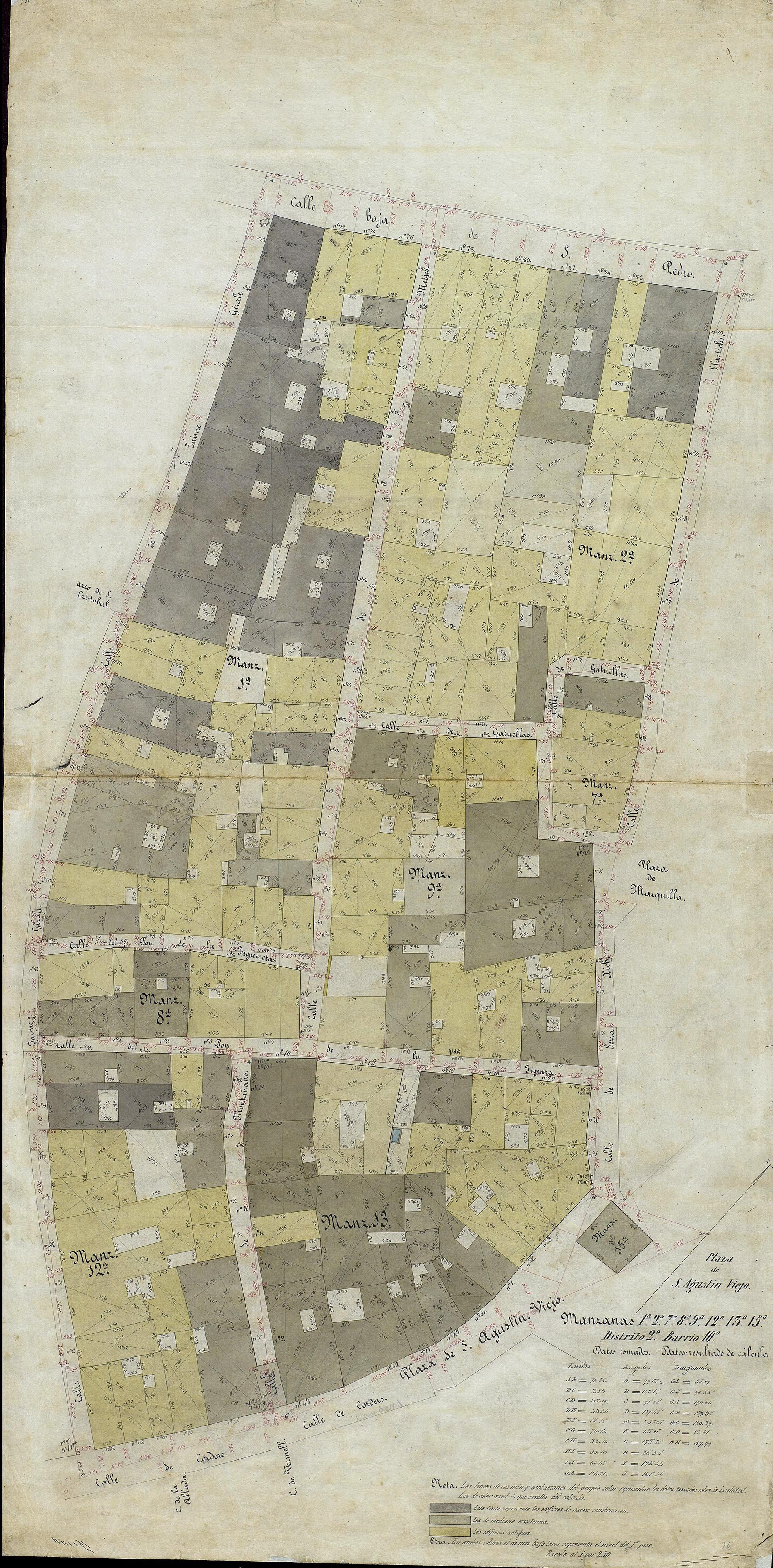
Quarteró núm. 26 de Garriga i Roca (c. 1860

Segons les notícies publicades a la premsa especialitzada, Manich va estar en actiu fins almenys el 1875 com a importador de cotó en floca. Aquell mateix any, va vendre la finca a Pau Calvell i Julià.
Finalment, l'edifici fou enderrocat a principis del segle xxi, afectat pel PERI del Sector Oriental del Centre Històric de Barcelona (barris de Sant Pere, Santa Caterina i la Ribera).

## Descripció
De planta baixa, entresol i quatre pisos, la façana seguia una de les disposicions freqüents en aquella època: baixos i entresol amb arcs de mig punt; balcons amb baranes de ferro forjat amb motius ornamentals i degradació vertical, amb impostes entre pis i pis; coronament amb cornisa motllurada. El vestíbul de l’escala de veïns tenia un arc de mig punt sostingut per un parell de columnes jòniques.